# Dunn Loring (metropolitana di Washington)
Dunn Loring è una stazione della metropolitana di Washington, situata sulla linea arancione. Si trova a Merrifield, in Virginia (ma con un indirizzo di Vienna), sulla Interstate 66.
È stata inaugurata il 7 giugno 1986, contestualmente all'ampliamento della linea arancione oltre la stazione di Ballston-MU. Il nome della stazione fu cambiato nel 1998 in Dunn Loring-Merrifield, per poi ritornare nel 2011 al semplice "Dunn Loring", con "Merrifield" come sottotitolo.
La stazione ha un parcheggio da oltre 1300 posti ed è servita da autobus dei sistemi Metrobus (anch'esso gestito dalla WMATA) e Fairfax Connector.